# Monaeses caudatus
Monaeses caudatus là một loài nhện trong họ Thomisidae.
Loài này thuộc chi Monaeses. Monaeses caudatus được Guo Tang & Da-xiang Song miêu tả năm 1988.